# Rudolf Kelterborn

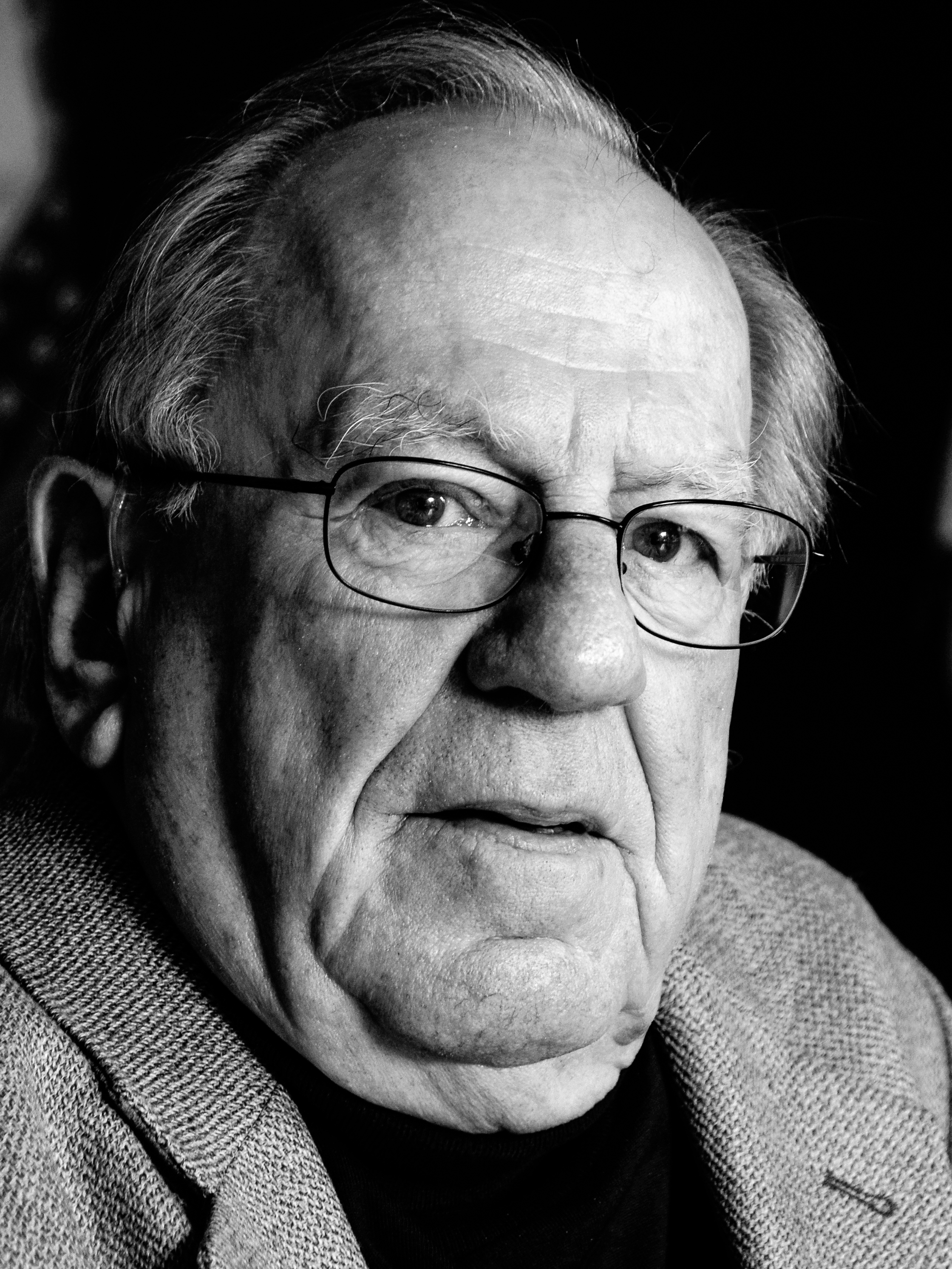
Rudolf Kelterborn 2009

Rudolf Kelterborn (Bazel, 3 september 1931 – aldaar, 24 maart 2021) was een Zwitsers componist en dirigent.

## Biografie
Kelterborn studeerde in Bazel, Detmold, Salzburg en Zürich, samen met andere componisten als Walther Geiser, Willy Burkhard, Boris Blacher, Günter Bialas en Wolfgang Fortner. Na zijn studies gaf hij colleges en doctoreerde hij aan verschillende muziekcolleges in Duitsland en Zwitserland.
Van 1983 tot 1994 was hij directeur van de Muziekacademie van Bazel.
Kelterborn hield in de jaren 90 van de 20ste eeuw vele gastcolleges aan universiteiten en academies in de Verenigde Staten, Groot-Brittannië, Japan, China en landen in Oost-Europa. Hij dirigeerde ook grote werken van andere componisten.

## Werken
Kelterborns oeuvre omvat verschillende en verscheidene muzikale vormen. Hij schreef veel werken voor orkest, waaronder 5 opera's, orchestrale concerto's, kamermuziek en vocale werken. Zijn composities worden over de hele wereld uitgevoerd.
- Base de données des élites suisses: 63065
- Bibsys: 90144814
- Biblioteca Nacional de España: XX974529
- Bibliothèque nationale de France: cb12150238w (data)
- CiNii: DA01474226
- Gemeinsame Normdatei: 118561227
- Historisch woordenboek van Zwitserland: 009506
- International Standard Name Identifier: 0000 0001 0932 4376
- Library of Congress Control Number: n80144675
- Nationale Bibliotheek van Letland: 000098250
- MusicBrainz: f54033dd-091f-4d18-858a-d46260489b05
- Bibliotheek van het Japanse parlement: 01149729
- Nationale Bibliotheek van Tsjechië: jx20090521010
- Nationale Bibliotheek van Israël: 987007279119305171
- Nationale Bibliotheek van Polen: a0000002633024
- Nederlandse Thesaurus van Auteursnamen: 068653042
- SNAC: w6d57zjp
- Système universitaire de documentation: 080081983
- Theaterlexikon der Schweiz: Rudolf_Kelterborn
- Virtual International Authority File: 109023990
- WorldCat: E39PBJvd6DbMWcqqGCxb4qcpT3